# Gris (chanson)
Singles de Vald
Dragon
(2018)
Gris est un single du chanteur français Vald extrait de l'album XEU. La chanson connaît un succès, il est certifié disque d'or en France. Il se classe numéro 10 du classement mégafusion (ventes et streaming).

## Classements
| Classements (2018) | Meilleure position |
| ------------------ | ------------------ |
| France (SNEP)      | 10                 |

## Certification
| Pays   | Organisme | Certification | Seuil                            |
| ------ | --------- | ------------- | -------------------------------- |
| France | SNEP      | Or            | 15 millions d'équivalent streams |